# Bandenkampfabzeichen
Het Bandenkampfabzeichen was een Duitse onderscheiding die in de Tweede Wereldoorlog werd uitgereikt voor verdienste in de strijd tegen de partizanen die de Duitse bezetters in Polen en de Sovjet-Unie achter de linies bestreden. In de ogen van de Duitsers vormden de partizanen geen leger. Het ging dus om "bendes", wat de naam van dit ereteken verklaart.
Het Bandenkampfabzeichen werd op 30 januari 1944 door Adolf Hitler ingesteld en met terugwerkende kracht vanaf 1 januari 1943 toegekend. De onderscheiding was bestemd voor leiders en strijders van alle organisaties die in de strijd tegen partizanen vochten. Het Bandenkampfabzeichen kon ook worden toegekend aan niet-Duitse aanvoerders en leden van alle organisaties die een eed van trouw aan Hitler hadden afgelegd en partizanen bestreden. Later in de oorlog werd de kring van ontvangers uitgebreid tot allen die de vijanden van de nazipartij bestreden.
Het op de borst gedragen versiersel wordt tot de onderscheidingen van de Waffen-SS en de Duitse politie gerekend.
Er zijn gouden, zilveren en bronzen versierselen bekend. Een verguld zilveren Bandenkampfabzeichen met briljanten werd wel vervaardigd, maar nooit uitgereikt.
Voor het gouden insigne moest 75 of 100 dagen gevochten zijn. Zilver stond voor 50 of 75 dagen en brons voor 20 of 30 dagen. De strijd tegen de partizanen was meedogenloos en gevangenen werden niet gemaakt. De burgerbevolking leed vreselijk onder de Duitse terreur.
Het ovale versiersel laat binnen een eikenkrans een kronkelende, met een zwaard doorstoken, slang zien. Op het gevest van het zwaard is een swastika afgebeeld. Onder op de krans is een doodshoofd afgebeeld. Het zwaard heeft geen pareerstang. De achterzijde is vlak.
Naarmate de oorlog vorderde en meer in het nadeel van de Duitsers uitviel, werd het materiaal van de onderscheidingen goedkoper. Ook van deze onderscheiding zijn exemplaren van verguld, verzilverd of bronskleurig oorlogsmetaal bekend.

## Kwalificatie voor de toekenning[8][2][13][7][5]
Wehrmacht, Waffen-SS en Kriegsmarine
- voor het Bandenkampfabzeichen in Brons - 20 dagen met gevechten tegen partizanen
- voor het Bandenkampfabzeichen in Zilver - 50 dagen met gevechten tegen partizanen
- voor het Bandenkampfabzeichen in Goud - 100 dagen met gevechten tegen partizanen

Luftwaffe
- Voor het Bandenkampfabzeichen in Brons - 30 dagen met gevechten tegen partizanen
- Voor het Bandenkampfabzeichen in Zilver - 75 met gevechten tegen partizanen
- Voor het Bandenkampfabzeichen in Goud  - 150 met gevechten tegen partizanen

Het aantal dagen waarin gevechten tegen partizanen plaatsvonden, werd opgetekend in het soldijboekje dat iedere soldaat bij zich droeg.

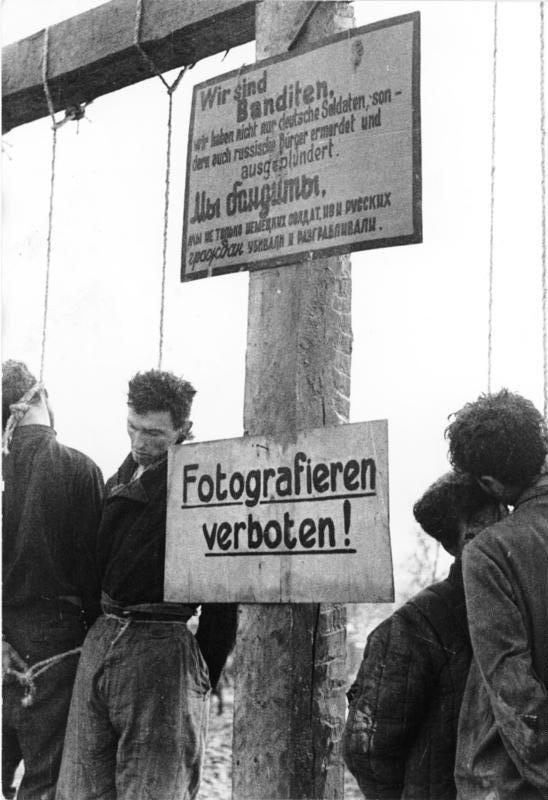
Door de Duitsers omgebrachte partizanen. Op het bord staat in het Duits en het Oekraïens dat zij "geen soldaten maar bandieten" zouden zijn.

De Reichsführer-SS Heinrich Himmler reikte steeds zelf het Bandenkampfabzeichen in Gold uit. Aan het eind van het jaar 1944 bestelde hij twintig versierselen met briljanten bij de Firma C.E. Juncker in Berlijn. De huidige verblijfplaats van deze kostbare versierselen is onbekend.

## Dragers
Onder de dragers van deze onderscheiding vindt men veel SS'ers en tal van oorlogsmisdadigers.  Onder hen:
- SS-Obergruppenführer, General der Polizei und Waffen-SS Erich von dem Bach-Zelewski die het Bandenkampfabzeichen in Zilver in november 1944 kreeg toegekend voor het neerslaan van de opstand in Warschau[14]
- SS-Gruppenführer und Generalleutnant der Polizei Odilo Globocnik op 17 september 1944 (zilver)
- SS-Obergruppenführer und General der Waffen-SS Curt von Gottberg op 15 juli 1944
- SS-Gruppenführer und Generalleutnant der Polizei Hans Haltermann
- SS-Gruppenführer und Generalleutnant der Waffen SS und Polizei Otto Hellwig
- SS-Obergruppenführer General der Polizei und Waffen-SS Hans-Adolf Prützmann
- SS-Obergruppenführer und General der Waffen-SS und Polizei Erwin Rösener op 12 augustus 1944 (zilver)
- SS-Gruppenführer und Generalleutnant der Polizei Max Thomas op 28 september 1944
- SS-Oberführer der Reserve Oskar Dirlewanger (zilver)

## Het insigne na de Tweede Wereldoorlog
Deze versierselen zijn van een hakenkruis voorzien. Dat betekent dat het verzamelen, tentoonstellen en verhandelen van deze onderscheidingen in Duitsland aan strenge wettelijke regels is onderworpen.
De vier geallieerden hebben na de bezetting van Duitsland het dragen van alle Duitse orden en onderscheidingen, dus ook die uit het Duitse Keizerrijk van vóór 1918, verboden. Dat verbod is in de DDR altijd van kracht gebleven. Op 26 juli 1957 vaardigde de Bondsrepubliek Duitsland een wet uit waarin het dragen van onderscheidingen met daarop hakenkruizen of de runen van de SS werd verboden. Het dragen van dit insigne werd net als het dragen van de Orde van Verdienste van de Duitse Adelaar en het Ereteken voor de 9e November 1923, de zogenaamde "Blutorden", streng verboden.
Ook het verzamelen, tentoonstellen en afbeelden van de onderscheidingen van de nazi's werd aan strenge regels gebonden. Een aantal onderscheidingen werd ontdaan van de hakenkruizen en soms van hakenkruis en adelaar. In deze gedenazificeerde uitvoering mochten de onderscheidingen worden gedragen. Ook met dit insigne is dat het geval. Hakenkruis en doodskop werden weggelaten.